# کمیل قاسمی
کمیل قاسمی (زادهٔ ۸ اسفند ۱۳۶۶ جویبار) کشتی‌گیر پیشین و مربی کشتی ایرانی است که هدایت تیم ملی کشتی آزاد کامبوج را به عهده دارد. او در دوران فعالیت خود در دستهٔ فوق سنگین‌وزن کشتی آزاد رقابت می‌کرد و برندهٔ مدال طلای المپیک ۲۰۱۲ لندن و مدال نقره المپیک ۲۰۱۶ ریو شد. او در سال ۲۰۱۴، نایب‌قهرمان مسابقات قهرمانی کشتی جهان و نیز قهرمان مسابقات قهرمان کشتی آسیا شد. قاسمی اولین و تنها کشتی‌گیر فوق سنگین‌وزن ایرانی است که موفق به کسب مدال طلای المپیک شده‌است.
کمیل قاسمی در المپیک ۲۰۱۲ لندن در رقابتی نزدیک با قید قرعه به آرتور تایمازوف از ازبکستان باخت و در شانس مجدد به مدال برنز رسید اما با تأیید رسمی دوپینگ تایمازوف و داویت مودزماناشویلی از سوی آژانس جهانی مبارزه با دوپینگ، که نفرات اول و دوم المپیک بودند، قاسمی به همراه بلال ماخوف (برندهٔ مدال برنز) به مدال طلای بازی‌های المپیک رسید. او در المپیک ۲۰۱۶ ریو نیز در دسته ۱۲۵ ک‌گ به مدال نقره رسید تا پرافتخارترین فوق سنگین المپیکی ایران در رشتهٔ کشتی باشد.

## فعالیت حرفه‌ای ورزشی

### رده‌های پایه
قاسمی در مسابقات کشتی جوانان جهان ۲۰۰۶ و ۲۰۰۸ در چین و ترکیه در وزن ۹۶ کیلوگرم برنده دو مدال برنز و در مسابقات کشتی جوانان آسیا در سال‌های ۲۰۰۷ و ۲۰۰۸ در فیلیپین و قطر در وزن ۹۶ کیلوگرم برندهٔ ۲ مدال طلا شد.

### قهرمانی آسیا ۲۰۱۱
کمیل قاسمی که در کشتی اول خود برابر آسخات کاسیپف از قزاقستان به پیروزی رسیده بود، در دومین مبارزه‌اش نیز برابر آیال لازیف از قرقیزستان به پیروزی رسید و راهی مرحله نیمه نهایی شد. قاسمی در دو هر دو تایم با نتیجه یک بر یک برابر حریف خود به پیروزی رسید. در مرحله نیمه نهایی و جارجال سایخان از مغولستان رفت و با شکست این کشتی‌گیر به دیدار فینال راه یافت. دیدار فینال قاسمی از ایران و آرتور تایمازوف از ازبکستان برگزار شد که در پایان تایمازوف با پیروزی برابر نماینده ایران به مدال طلای آسیا دست پیدا کرد.

### المپیک ۲۰۱۲ لندن
کمیل قاسمی، برای رقابت‌های المپیک به عنوان نمایندهٔ سنگین‌وزن ایران انتخاب شد. برای این عضویت، بین او و پرویز هادی، قهرمان آسیا در سال ۲۰۱۲ یک مسابقه انتخابی برگزار شد که در نهایت کمیل قاسمی با پیروزی در انتخابی به عضویت تیم ملی درآمد.
او در المپیک لندن ابتدا نمایندهٔ کشور کانادا را در دو وقت شکست داد، سپس در برابر آرتور تایمازوف قهرمان جهان و المپیک در دو وقت شکست خورد. در هر دو وقت، قرعهٔ گرفتن پای حریف به نفع تایمازوف درآمد. با رفتن تایمازوف به دیدار پایانی، قاسمی در جدول شانس دوباره برای کسب برنز قرار گرفت. وی ماتوهاین از آلمان را در دو وقت شکست داد و در نهایت ترول دلاگنف آمریکایی را در سه وقت مغلوب کرد و به مدال برنز المپیک دست یافت.. وی پس از مثبت شدن تست دوپینگ نفرات اول و دوم وزن خودش به مدال طلای المپیک رسید.
بعد از گذشت ۷ سال و در سال ۲۰۱۹ با بررسی‌های کمیته ضد دوپینگ کمیته بین‌المللی المپیک تخلف آرتور تایمازوف، قهرمان نامدار ازبکستان در استفاده از ماده نیروزا استانازول محرز شده و ۲ طلای المپیک او در سال‌های ۲۰۰۸ (پکن) و ۲۰۱۲ (لندن) از او پس گرفته شد و همچنین دوپینگ داویت مودزماناشویلی، کشتی‌گیر گرجستانی که نایب قهرمان مسابقات شده بود نیز مثبت اعلام شد؛ طبق اعلام اتحادیه جهانی کشتی با حذف این دو از جدول مدال‌ها، کمیل قاسمی از ایران برنده جدید مدال طلا شد، بیلال ماخوف از روسیه نیز به عنوان برنده مدال نقره اعلام شد. کشتی‌گیر آمریکایی هم که در ۲ کشتی متوالی به تایمازوف و کمیل قاسمی باخته بود، به مدال برنز رسید.
در ۲۲ آبان ۱۴۰۰، مدال طلای قاسمی در المپیک لندن به‌صورت رسمی توسط کمیته بین‌المللی المپیک تأیید شد.

### قهرمانی جهان ۲۰۱۳
کمیل قاسمی در دور نخست با نتیجه ۶ بر ۲ از سد دولت شبان‌بای از قزاقستان گذشت و گام به مرحلهٔ بعد گذاشت. وی در دور دوم آیال لازارف از قرقیزستان را با نتیجه ۵ بر ۳ شکست داد و راهی یک‌چهارم نهایی شد، اما در این مرحله با نتیجهٔ ۷ بر صفر مغلوب ترول دلاگنف حریف آمریکایی‌اش شد و از حضور در نیمه‌نهایی بازماند. با شکست دلاگنف در دور بعد مقابل آلن زاسایف اوکراینی، قاسمی از گردونهٔ مسابقات کنار رفت و شانس کسب مدال را از دست داد.

### قهرمانی آسیا ۲۰۱۴
کمیل قاسمی در وزن ۱۲۵ کیلوگرم در دور اول با نتیجه ۱۱ بر صفر مقابل کانگ جین نام از کره‌جنوبی به پیروزی دست یافت. وی در دور دوم مقابل آیال لازاریف دارنده مدال برنز آسیا از قرقیزستان با نتیجه ۵ بر صفر به پیروزی رسید و راهی مرحله نیمه نهایی شد. وی در دیدار مرحله نیمه نهایی با شکست ۱۲ بر صفر دولت شبان‌بای از قزاقستان ضمن جبران شکست خود در جام تختی به دیدار فینال این مسابقات راه یافت. دیدار فینال بین کمیل قاسمی از ایران و زولبو از مغولستان برگزار شد که در پایان قاسمی به پیروزی رسید و مدال طلا گرفت.

### قهرمانی جهان ۲۰۱۴
کمیل قاسمی در قهرمانی جهان ۲۰۱۴ تاشکند دور اول ۴ بر صفر الکساندر خوتسیانیوسکی از اوکراین را شکست داد و در دور دوم نیز ۷ بر ۲ ژیوی دنگ از چین را برد. وی سپس قربان قربانوف از ازبکستان را ۷ بر صفر از پیش رو برداشت. او در نیمه نهایی حاجی‌مراد گاتسالوف کشتی‌گیر قهرمان جهان و المپیک از روسیه را در یک مسابقهٔ سخت با نتیجهٔ ۵ بر ۴ مغلوب خود ساخت. قاسمی در دیدار آخر مقابل طاها آکگل از ترکیه به روی تشک رفت و در پایان یک رقابت نزدیک ۴ بر ۳ شکست خورد و به نشان نقره رسید.

### قهرمانی آسیا ۲۰۱۵
کمیل قاسمی ژیوی دنگ از چین و محمد صباح از عراق را شکست داد. قاسمی در فینال به مصاف آیال لازاریف از قزاقستان رفت و با قبول شکست برابر این حریف به مدال نقره بسنده کرد.

### المپیک ۲۰۱۶ ریو
وی در کشتی‌های انتخابی کشور ایران برای المپیک ریو شرکت کرد و ملی پوش شد. او در المپیک ریو در کشتی اول خود توانست کوری یارویس کشتی‌گیر کانادایی را ۵ بر ۲ مغلوب کند، در کشتی دوم ضیاالدین کمال کشتی‌گیر مصری را ۷ بر صفر شکست داد و کشتی سوم را با گنو پتریاشویلی کشتی‌گیر گرجستان با پیروزی ۴ بر ۴ به پایان رساند و در کشتی نیمه نهایی، ترول دلاگنف رقیب آمریکایی خود را در مدت ۳۳ ثانیه، ۱۰ بر صفر شکست داد تا به دیدار پایانی راه پیدا کند. در دیدار نهایی ۳ بر ۱ از طاها آکگل حریف ترکیه‌ای خود شکست خورد تا به مدال نقره بسنده کند. کمیل پیش از این نیز در مسابقات جهانی تاشکند ۲۰۱۴ در دیدار پایانی به طاها آکگل ۴ بر ۳ باخته بود.

### جام جهانی
او موفق به کسب عنوان قهرمانی با تیم ملی ایران در مسابقات جام جهانی کشتی ۲۰۱۲ باکو، ۲۰۱۳ تهران، ۲۰۱۴، ۲۰۱۵ و ۲۰۱۶ لس آنجلس شده‌است.

### خداحافظی
کمیل قاسمی پس از شکست از پرویز هادی و یدالله محبی در مسابقات انتخابی تیم ملی در ۷ تیر ۱۳۹۸، تصمیم به بازنشستگی از مسابقات کشتی گرفت و از دنیای قهرمانی خداحافظی کرد.

## فعالیت خیرخواهانه
کمیل قاسمی همواره و به ویژه پس از پایان دوران فعالیت حرفه‌ای خود در ورزش، در امور خیرخواهانه در ایران فعالیت داشته و به همراه دیگر قهرمانان ورزش کشتی این کشور همچون رسول خادم، احسان لشگری و حسن رحیمی در روستاها و مناطق مرزی و محروم و مناطق سیل‌زده و زلزله‌زده حضور به هم رسانده و با جمع‌آوری و توزیع مبالغ کمکی، اقلام بهداشتی، خوراکی و… به مردم کم برخوردار، حادثه‌دیده و بیمار کمک‌رسانی کرده‌است.